# QP–4-es konvoj
A QP–4-es konvoj egy hajókaraván volt a második világháborúban, amely a Szovjetunióból indult nyugatra. A 13 kereskedelmi hajó és kísérőik 1941. december 29-én indult útnak Arhangelszkből, és 1942. január 9-én valamennyien megérkeztek a izlandi Seyðisfjörðurba. A QP kód azt jelentette, hogy a rakomány a Szovjetunióból tart nyugatra, a 4 a sorszámát jelölte.

## A hajók

### Kereskedelmi hajók
| A hajó neve  | Nemzetisége        |
| ------------ | ------------------ |
| Cape Corso   | Egyesült Királyság |
| Cape Race    | Egyesült Királyság |
| Cocle        | Panama             |
| Dan-Y-Bryn   | Egyesült Királyság |
| El Capitan   | Panama             |
| El Mirlo     | Egyesült Királyság |
| Eulima       | Egyesült Királyság |
| San Ambrosio | Egyesült Királyság |
| Szuhona      | Szovjetunió        |
| Trehata      | Egyesült Királyság |
| Trekieve     | Egyesült Királyság |
| Wanstead     | Egyesült Királyság |

### Kísérőhajók
| A hajó neve        | Nemzetisége        | Típusa                   |
| ------------------ | ------------------ | ------------------------ |
| HMS Bramble        | Egyesült Királyság | Aknaszedő                |
| HMS Bute           | Egyesült Királyság | Tengeralattjáró-elhárító |
| HMS Echo           | Egyesült Királyság | Romboló                  |
| HMS Edinburgh      | Egyesült Királyság | Könnyűcirkáló            |
| HMS Escapade       | Egyesült Királyság | Romboló                  |
| HMS Hebe           | Egyesült Királyság | Aknaszedő                |
| HMS Leda           | Egyesült Királyság | Aknaszedő                |
| HMS Seagull        | Egyesült Királyság | Aknaszedő                |
| HMS Speedy         | Egyesült Királyság | Aknaszedő                |
| HMS Stella Capella | Egyesült Királyság | Tengeralattjáró-elhárító |